# Thực vật hạt kín cơ sở

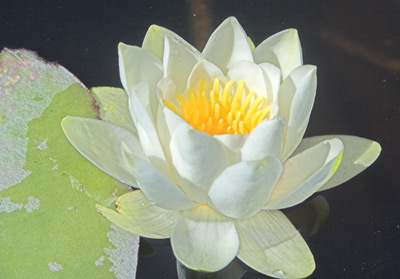
Nymphaea alba từ bộ Nymphaeales.

Thực vật hạt kín cơ sở (tiếng Anh: basal angiosperms) là nhóm thực vật có hoa rẽ nhánh ra sớm nhất từ thực vật hạt kín tổ tiên. Cụ thể, thực vật hạt kín cơ sở nhất được gọi là loại ANITA, bao gồm Amborella (1 loài cây bụi từ New Caledonia), Nymphaeales (các loài súng cùng đồng minh thủy sinh khác) và Austrobaileyales (cây thân gỗ có hương thơm, bao gồm các loài hồi).
Thực vật hạt kín cơ sở chỉ chứa vài trăm loài, khi so sánh với hàng trăm nghìn loài của thực vật hai lá mầm thật sự (eudicots), thực vật một lá mầm (monocots) và Magnoliidae.  Chúng rẽ nhánh ra từ thực vật hạt kín tổ tiên trước khi 5 nhóm hợp thành cái gọi là Mesangiospermae rẽ nhánh ra khỏi nhau.
| Mesangiospermae | \| \| Chloranthaceae \| \| \| \| \| \| magnoliids \| \| \| \| \| \| Ceratophyllum \| \| \| \| \| \| monocots \| \| \| \| \| \| eudicots \| \| \| \| |
|                 | \| \| Chloranthaceae \| \| \| \| \| \| magnoliids \| \| \| \| \| \| Ceratophyllum \| \| \| \| \| \| monocots \| \| \| \| \| \| eudicots \| \| \| \| |
|                 | Chloranthaceae |
|                 | |
|                 | magnoliids |
|                 | |
|                 | Ceratophyllum |
|                 | |
|                 | monocots |
|                 | |
|                 | eudicots |
|                 | |

|  | Chloranthaceae |
|  |                |
|  | magnoliids     |
|  |                |
|  | Ceratophyllum  |
|  |                |
|  | monocots       |
|  |                |
|  | eudicots       |
|  |                |

| Mesangiospermae | \| \| Chloranthaceae \| \| \| \| \| \| magnoliids \| \| \| \| \| \| Ceratophyllum \| \| \| \| \| \| monocots \| \| \| \| \| \| eudicots \| \| \| \| |
|                 | \| \| Chloranthaceae \| \| \| \| \| \| magnoliids \| \| \| \| \| \| Ceratophyllum \| \| \| \| \| \| monocots \| \| \| \| \| \| eudicots \| \| \| \| |
|                 | Chloranthaceae |
|                 | |
|                 | magnoliids |
|                 | |
|                 | Ceratophyllum |
|                 | |
|                 | monocots |
|                 | |
|                 | eudicots |
|                 | |

|  | Chloranthaceae |
|  |                |
|  | magnoliids     |
|  |                |
|  | Ceratophyllum  |
|  |                |
|  | monocots       |
|  |                |
|  | eudicots       |
|  |                |

## Phát sinh loài

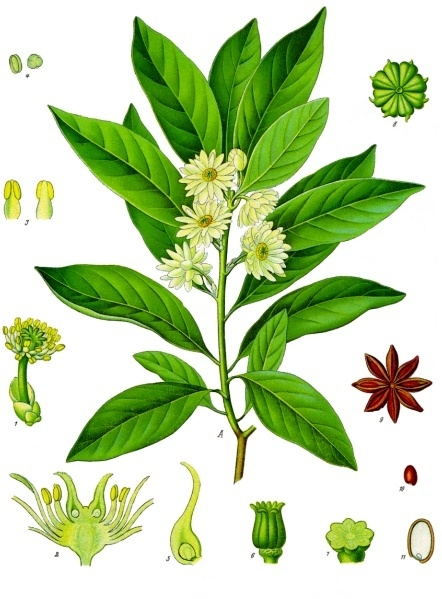
Hồi Nhật Bản (Illicium anisatum), từ bộ Austrobaileyales

Mối quan hệ chính xác giữa Amborella, Nymphaeales và Austrobaileyales vẫn chưa được giải quyết. Mặc dù phần lớn các nghiên cứu chỉ ra rằng Amborella và Nymphaeales là cơ sở hơn so với Austrobaileyales, và cả ba đều cơ sở hơn so với Mesangiospermae, nhưng đang tồn tại một lượng chứng cứ phân tử đáng kể hỗ trợ cho 2 cây phát sinh loài khác nhau, một trong đó thì Amborella là nhóm chị em với phần còn lại của thực vật hạt kín, và một trong đó thì nhánh Amborella và Nymphaeales nằm ở vị trí này:
|  | Nymphaeales                                                          |
|  |                                                                      |
|  | \| \| Austrobaileyales \| \| \| \| \| \| Mesangiospermae \| \| \| \| |
|  |                                                                      |
|  | Austrobaileyales                                                     |
|  |                                                                      |
|  | Mesangiospermae                                                      |
|  |                                                                      |

|  | Austrobaileyales |
|  |                  |
|  | Mesangiospermae  |
|  |                  |

|  | Nymphaeales                                                          |
|  |                                                                      |
|  | \| \| Austrobaileyales \| \| \| \| \| \| Mesangiospermae \| \| \| \| |
|  |                                                                      |
|  | Austrobaileyales                                                     |
|  |                                                                      |
|  | Mesangiospermae                                                      |
|  |                                                                      |

|  | Austrobaileyales |
|  |                  |
|  | Mesangiospermae  |
|  |                  |

|  | Amborella   |
|  |             |
|  | Nymphaeales |
|  |             |

|  | Austrobaileyales |
|  |                  |
|  | Mesangiospermae  |
|  |                  |

|  | Amborella   |
|  |             |
|  | Nymphaeales |
|  |             |

|  | Austrobaileyales |
|  |                  |
|  | Mesangiospermae  |
|  |                  |

## Các tên gọi cũ

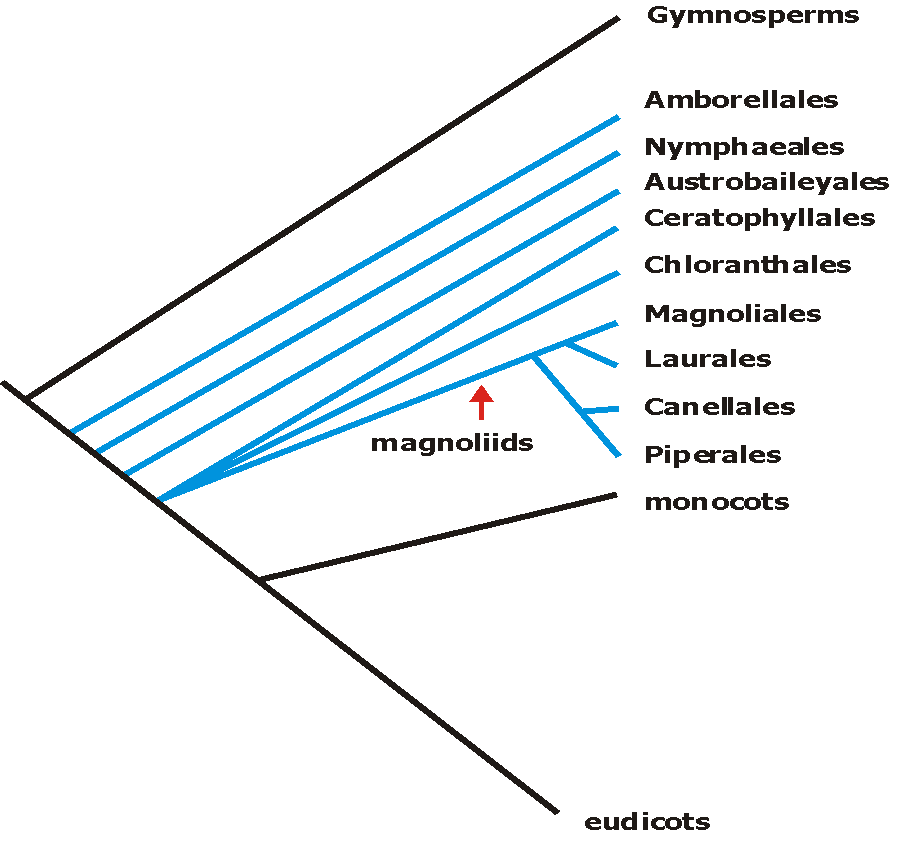
Quan hệ phát sinh loài của thực vật hai lá mầm cổ (phần màu xanh). Gymnosperms là thực vật hạt trần, monocots là thực vật một lá mầm, eudicots là thực vật hai lá mầm thật sự.

Thực vật hai lá mầm cổ (paleodicots hay palaeodicots) là một tên gọi không chính thức được các nhà thực vật học như Spichiger & Savolainen (1997), Leitch và ctv. (1998) sử dụng để chỉ một nhóm trong thực vật có hoa, theo truyền thống nói chung được coi là một bộ phận của thực vật hai lá mầm (dicotyledons) nhưng đã bị loại ra khỏi nhóm đơn ngành là thực vật hai lá mầm thật sự (eudicots) mà cũng chẳng phải là thực vật một lá mầm (monocots) trong các phân loại thực vật dựa trên hệ thống hóa phân tử.
Các nghiên cứu phát sinh loài ở mức phân tử chỉ ra rằng trong phạm vi thực vật có hoa (hay thực vật hạt kín - angiosperms) có hai nhánh chính, được công nhận trong hệ thống APG II dưới tên gọi monocots (thực vật một lá mầm) và eudicots hay tricolpates trong một vài nguồn tài liệu (thực vật hai lá mầm thật sự). Cả hai nhóm này đều là đơn ngành.
Phần lớn các thực vật theo truyền thống được coi là thực vật hai lá mầm (dicots) nằm trong nhánh eudicots, nhưng vẫn còn một bộ phận nhỏ không đơn ngành bao gồm các nhóm rẽ ra (tiến hóa) sớm hơn, cũng được đặt trong nhóm dicots trong các hệ thống phân loại cũ (chẳng hạn hệ thống Cronquist). Các thực vật hai lá mầm rẽ ra sớm hơn này được gán cho tên gọi "paleodicots" và nó là tương ứng với Magnoliidae theo nghĩa của hệ thống Cronquist năm 1981 (trừ đi các bộ như bộ Mao lương (Ranunculales) và bộ Anh túc (Papaverales).) hay tương đương với Magnoliidae theo nghĩa của hệ thống Takhtadjan 1980. Một số loài trong nhóm thực vật hai lá mầm cổ chia sẻ các đặc trưng chung về bề ngoài với thực vật một lá mầm, chẳng hạn các bó mạch rải rác, hoa có đặc trưng là bội số của 3 (số lượng cánh hoa, lá đài v.v) hay phấn hoa không có ba lỗ chân lông.
Thực vật hai lá mầm cổ không phải là một nhóm đơn ngành và vì thế thuật ngữ paleodicots không được chấp nhận rộng rãi. Hệ thống APG II không công nhận nhóm gọi là "paleodicots" mà gắn các loài thực vật rẽ ra sớm hơn này vào một số bộ cùng một số họ không thuộc bộ nào. Đó là các bộ và họ:
- Amborellales[5]
  - Amborellaceae
- Nymphaeales [5]
  - Nymphaeaceae
  - Cabombaceae
  - Hydatellaceae
  - Nymphaeaceae
- Austrobaileyales
  - Austrobaileyaceae
  - Schisandraceae [+Illiciaceae]
  - Trimeniaceae
- Ceratophyllales (Leitch và ctv. 1998 không gộp vào "paleodicots")
  - Ceratophyllaceae
- Chloranthales [5]
  - Chloranthaceae

và Phức hợp Mộc lan (magnoliids), bao gồm: 
- Canellales
  - Canellaceae
  - Winteraceae
- Piperales
  - Aristolochiaceae [+ Lactoridaceae]
  - Hydnoraceae
  - Piperaceae
  - Saururaceae
- Laurales
  - Atherospermataceae
  - Calycanthaceae
  - Gomortegaceae
  - Hernandiaceae
  - Lauraceae
  - Monimiaceae
  - Siparunaceae
- Magnoliales
  - Annonaceae
  - Degeneriaceae
  - Eupomatiaceae
  - Himantandraceae
  - Magnoliaceae
  - Myristicaceae

Thuật ngữ paleoherb cũng là một thuật ngữ cũ để chỉ các nhóm thực vật có hoa mà không phải eudicots lẫn monocots.